# Степове (Бериславський район)
Степове́ — село в Україні, у Великоолександрівській селищній громаді Бериславського району Херсонської області. Населення становить 133 осіб.

## Населення

### Мовний склад
Рідна мова населення за даними перепису 2001 року:
| Мова       | Чисельність, осіб | Доля     |
| ---------- | ----------------- | -------- |
| Українська | 126               | 94,74 %  |
| Молдовська | 6                 | 4,51 %   |
| Інше       | 1                 | 0,75 %   |
| Разом      | 133               | 100,00 % |

## Історія
12 червня 2020 року, відповідно до Розпорядження Кабінету Міністрів України від № 726-р «Про визначення адміністративних центрів та затвердження територій територіальних громад Херсонської області», увійшло до складу Великоолександрівської селищної громади.
19 липня 2020 року, в результаті адміністративно-територіальної реформи та ліквідації  Великоолександрівського району увійшло до складу Бериславського району.
Наприкінці лютого 2022 року Степове окупували російські війська. 10 листопада село деокуповане Збройними силами України в ході контрнаступу в Херсонській області.